# Kaszczenci
Kaszczenci (ukr. Кащенці) – wieś na Ukrainie, w obwodzie chmielnickim, w rejonie szepetowskim, w hromadzie Biłohirja. W 2001 liczyła 624 mieszkańców, spośród których 620 wskazało jako ojczysty język ukraiński, a 4 rosyjski.